# Vojnův Městec
Vojnův Městec (německy Münchsberg) je městys v okrese Žďár nad Sázavou v Kraji Vysočina. Nachází se v areálu CHKO Žďárské vrchy, přibližně pět kilometrů jihovýchodně od Ždírce nad Doubravou a čtrnáct kilometrů severozápadně od Žďáru nad Sázavou. Žije zde 803 obyvatel. Protéká tudy Městecký potok, který je pravostranným přítokem řeky Doubravy. Samotná zástavba, jakož i téměř celý katastr se rozkládá v Čechách, jelikož však v dobách komunistického režimu byla provedena úprava katastrální hranice se sousední moravskou Cikhájí, zasahuje katastr Vojnova Městce od té doby i na Moravu.

## Název
Název obce Vojnův Městec se vyvíjela postupně. V první polovině 14. století se osada jmenovala Heinrichsdorf (Jindřichova ves), poté povýšila na městečko Münprech. V dalších letech obýval městečko Vojna ze Štětína. V 15. století získala obec svůj přívlastek Vojnův od posledního majitele Jana Vojny ze Štětí (později z Městce). Jan Vojna také jako jeden z posledních užíval Městeckou tvrz (ta se do dnešní doby nedochovala), která pravděpodobně byla vystavena na ochranu Liběcké stezky.

## Historie
Vojnův Městec patří mezi nejstarší české osady, které vznikly na pomezí Čech a Moravy v první vlně kolonizace zdejších hvozdů podél Liběcké stezky. Za zakladatele se považuje žďárský cisterciácký klášter. První písemná zmínka o obci se datuje k roku 1293.
V době baroka zde zanechal svůj odkaz významný stavitel Jan Blažej Santini Aichel, a to stavbou Němečkova hostince z počátku 18. století. Městečko bylo také ovlivněno řadou válek. Za třicetileté války, v roce 1643, bylo vydrancováno Švédy. Napoleonovým vojskům se v roce 1805 musela obec vyplatit pěti sty zlatými. Oběti na životech občanů obce přinesla první i druhá světová válka. Na jejich památku je v obci vystaven památník padlých.
Asi dva kilometry jihovýchodně od městyse se u silnice I/37 nachází nevelké ložisko cenomanských uhelných jílovců. V polovině čtyřicátých let devatenáctého století zde probíhala jejich pokusná těžba, kterou kvůli uhlí pravděpodobně prováděly ransko-polničské železárny. Pozůstatkem prospekčních prací jsou povrchové tvary reliéfu (pinky, rýhy, haldy). V roce 2010 se v jejich blízkosti propadla vozovka silnice. Propad odhalil tři štoly, z nichž dvě obsahovaly zbytky výdřevy.

## Přírodní poměry
Vrstva cenomanských jílovců jihovýchodně od městečka je mocná kolem šestnácti metrů. Hornina má ocelově šedou barvu, prachovitou až písčitou strukturu a obsahuje jemně rozptýlený pyrit a zuhelnatělou rostlinou drť. Podle palynologické analýzy se jílovce ukládaly ve středním cenomanu ve sladkovodním bažinném prostředí lesa s převahou jehličnanů z čeledi Cupressaceae. Území se tehdy patrně nacházelo v okolí řeky slabě ovlivněné přílivem a odlivem.
Jižně od vesnice leží přírodní rezervace Štíří důl.

## Obyvatelstvo
| Rok            | 1869  | 1880  | 1890  | 1900  | 1910  | 1921  | 1930  | 1950 | 1961 | 1970 | 1980 | 1991 | 2001 | 2011 | 2021 |
| -------------- | ----- | ----- | ----- | ----- | ----- | ----- | ----- | ---- | ---- | ---- | ---- | ---- | ---- | ---- | ---- |
| Počet obyvatel | 1 345 | 1 402 | 1 362 | 1 418 | 1 436 | 1 321 | 1 407 | 974  | 949  | 856  | 769  | 727  | 707  | 795  | 753  |
| Počet domů     | 192   | 200   | 202   | 205   | 220   | 231   | 248   | 265  | 249  | 244  | 225  | 304  | 316  | 333  | 337  |

## Správa a politika městyse
Od 23. ledna 2007 byl obci vrácen status městyse.

### Části městyse
- Vojnův Městec
- Nová Huť

### Politika
V letech 2006–2010 působil jako starosta Josef Macek,  2010–2018 tuto funkci zastával Karel Malivánek, v roce 2018 byl zvolen opět Josef Macek, 2019–2022 byl starostou Karel Rykr, od roku 2022 je starostou Martin Havlíček

### Symboly městyse
Znak městyse je historický, vlajka byla městysi udělena rozhodnutím předsedy Poslanecké sněmovny Parlamentu České republiky dne 8. října 2001.

## Školství
- Mateřská škola Vojnův Městec
- Základní škola Vojnův Městec
- Dětská skupina Pastelka

## Pamětihodnosti
- Vojnoměstecké zvony (1505, 1536 a 1999); další 3 zvony z let 1925 a 1929 byly zničeny za německé okupace v letech 1941–42
- Kříž u kostela (1835)
- Socha svatého Jana Nepomuckého
- Bývalá radnice a zájezdní hostinec „U Němečků“ (autor stavby: Jan Blažej Santini-Aichel)
- Hřbitovní kaple Sv. Antonína (1885–1887)

## Osobnosti

### Rodáci
- Antonín Javůrek (1834–1887), právník a skladatel
- Norbert Javůrek (1839–1880), lékař a skladatel, bratr Antonína
- Jaroslav Jiřík (1939–2011), první český hokejista v NHL, účastník ZOH 1960 (4. místo), ZOH 1964 (bronz) a ZOH 1968 (stříbro)[11]
- Bohumil Kasal (* 1956), profesor, stavař

## Galerie

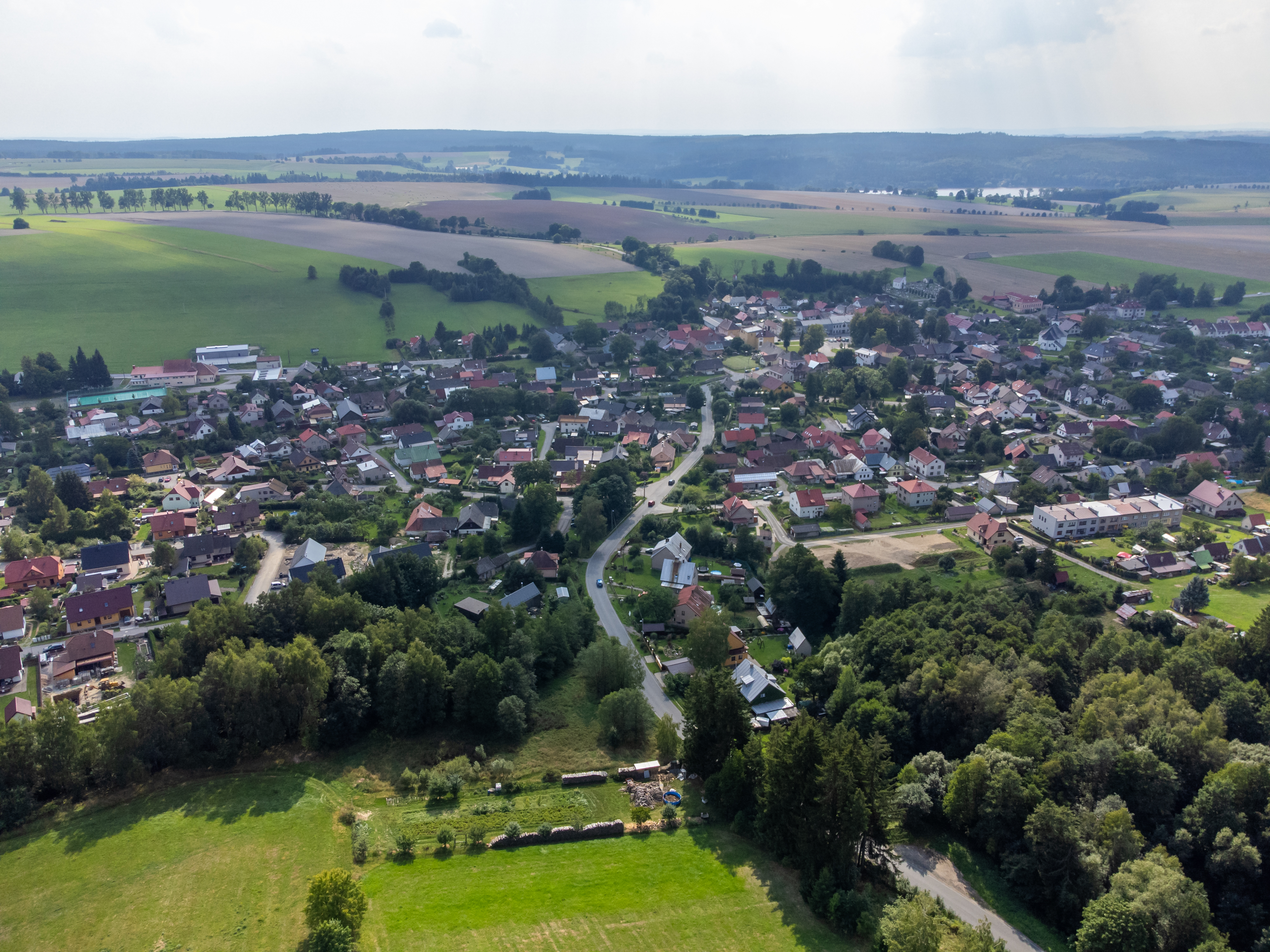
Letecký snímek (2023)
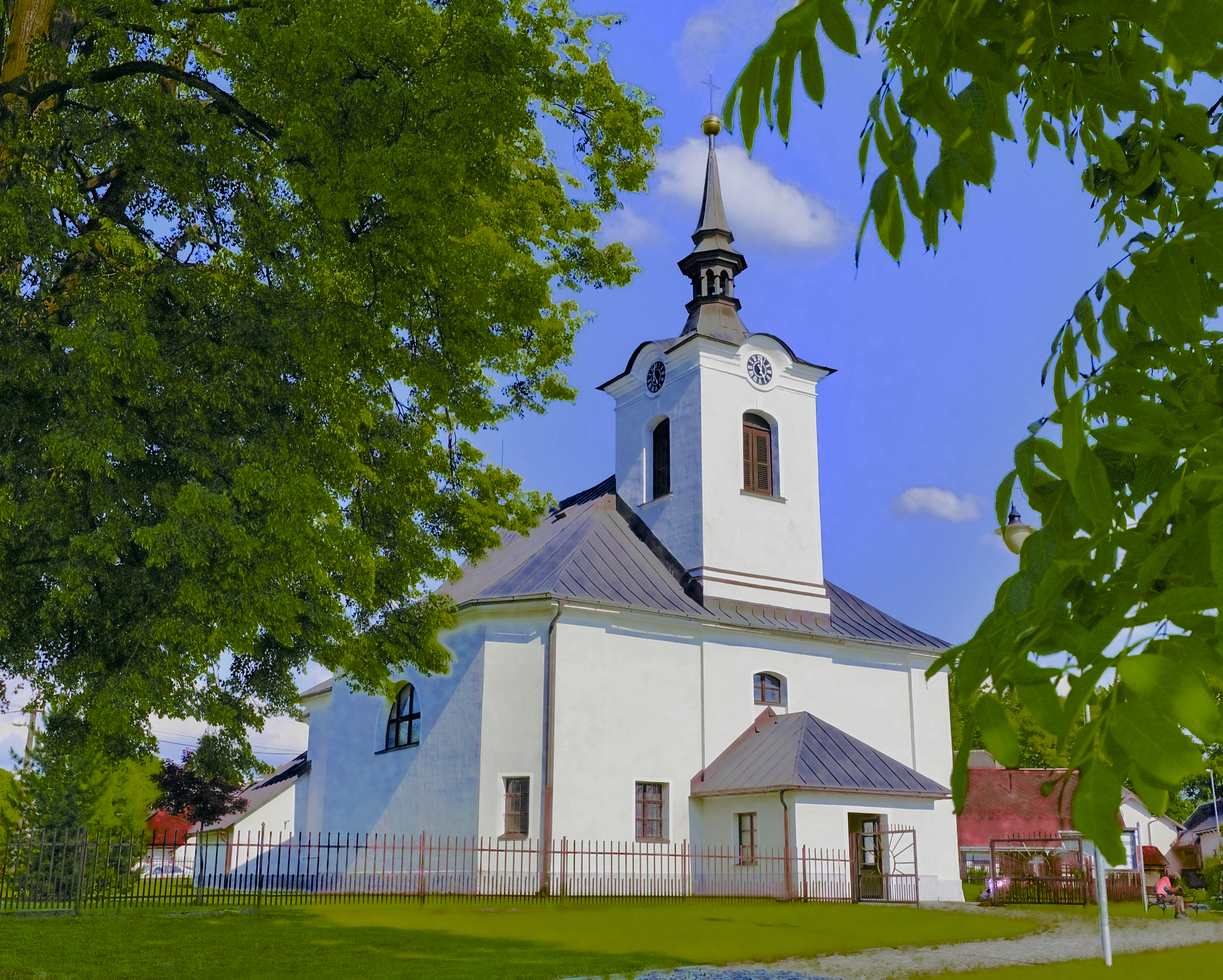
Kostel sv. Ondřeje (2023)
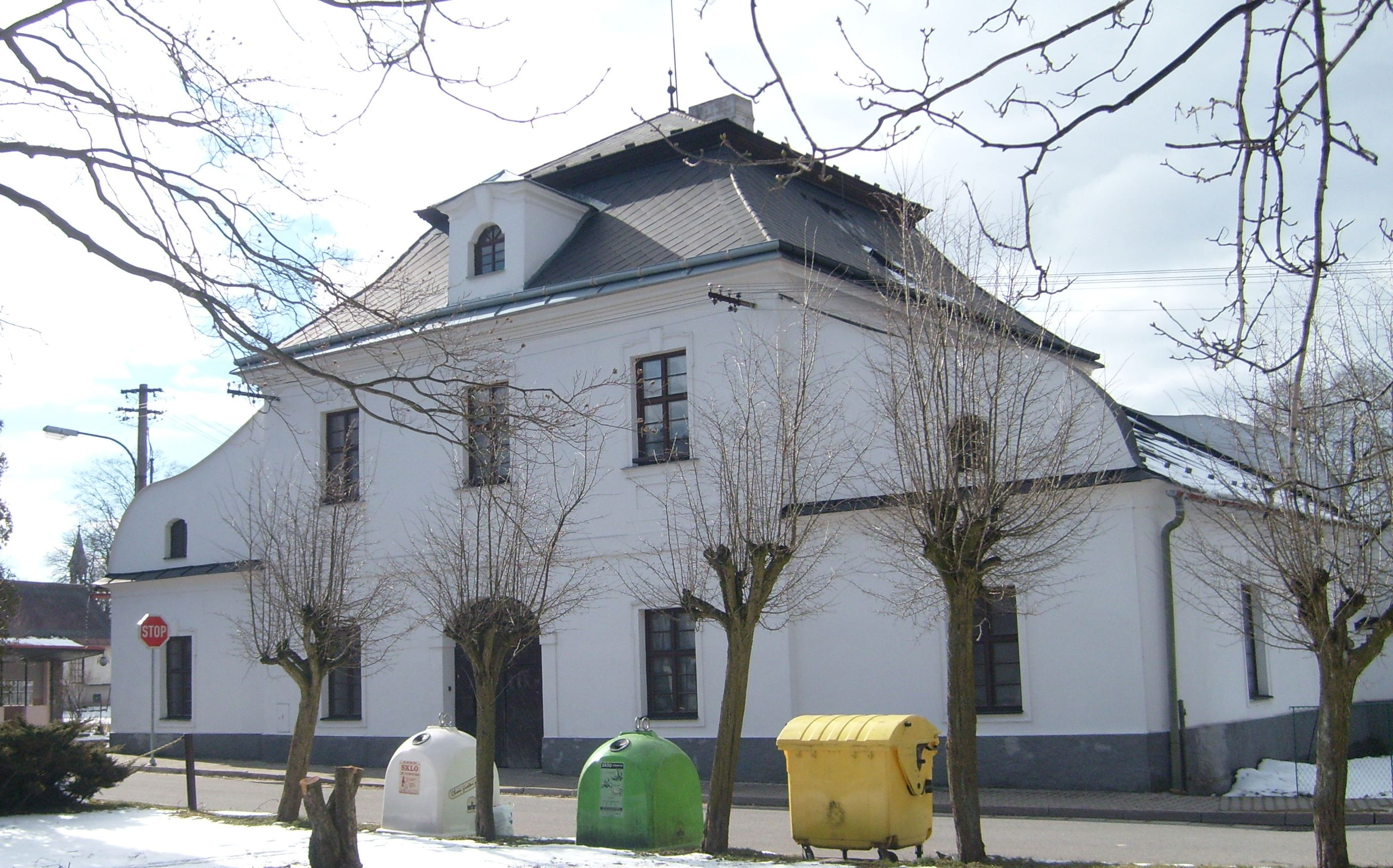
Bývalá hospoda na náměstí, čp. 8
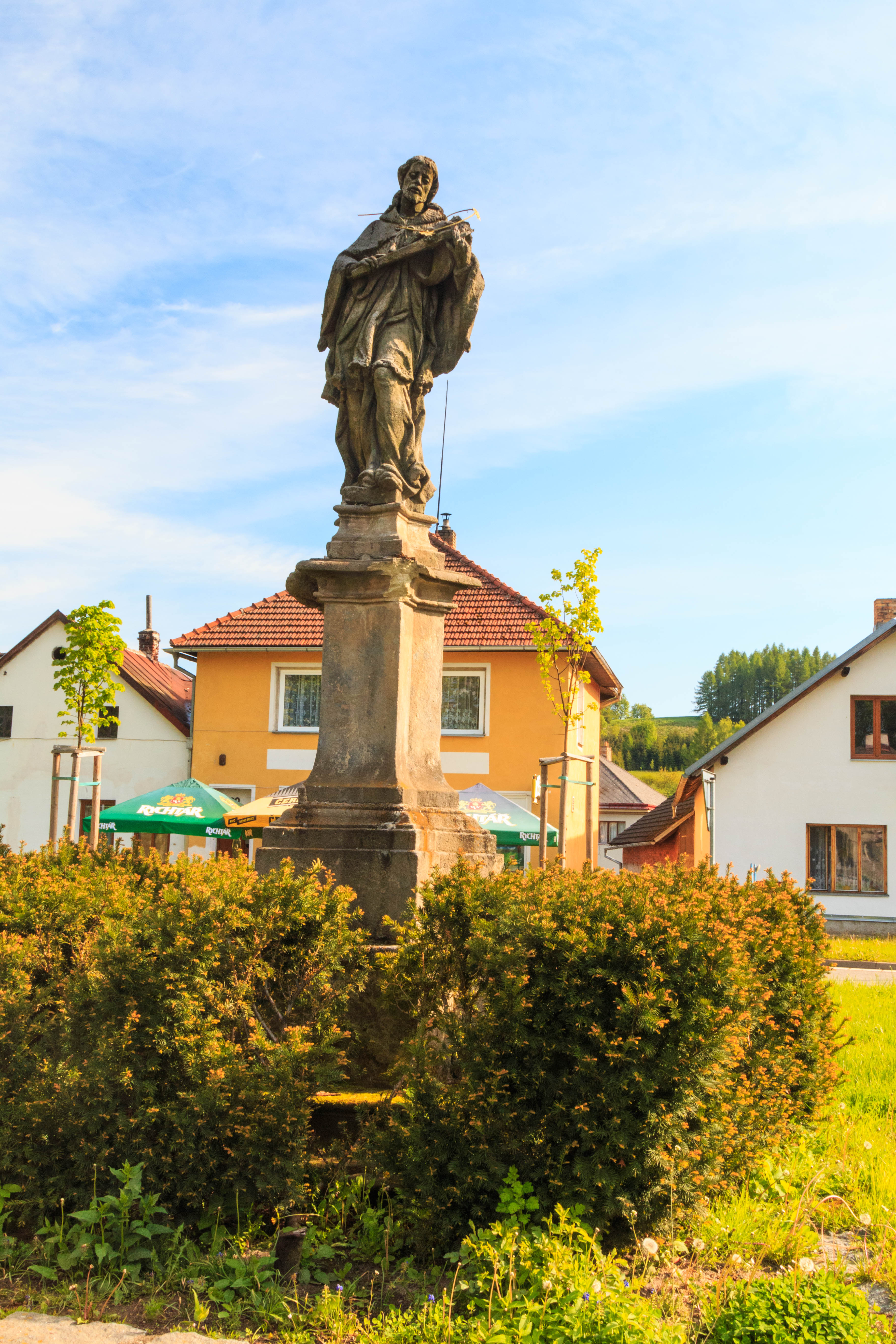
socha svatého Jana Nepomuckého
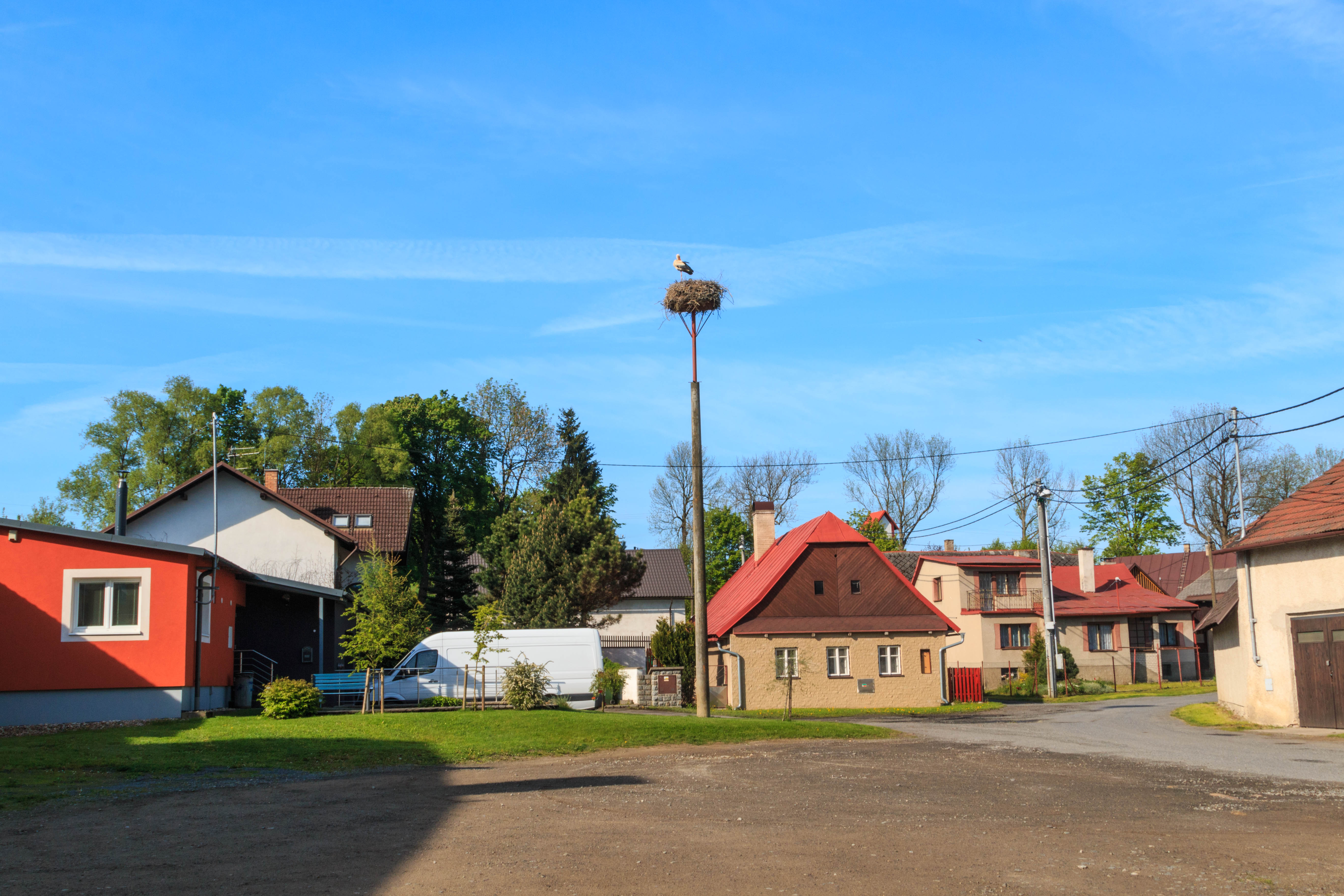
náměstíčko s čapím hnízdem